# Hans Hellmut Kirst

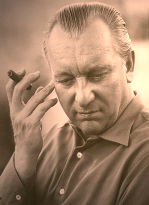
Hans Hellmut Kirst

Hans Hellmut Kirst (Osterode, Oost-Pruisen, 5 december 1914 - Werdum, Oost-Friesland, 13 februari 1989) was een productieve Duitse schrijver.
Kirst verhuisde als kind vaak omdat zijn vader politieman was en vaak van standplaats moest wisselen. Hij bezocht het Kaiser-Wilhelm-Gymnasium in Osterode, waarna hij naar de handelsschool ging. 
In 1933 nam hij (op aandringen van zijn vader) dienst in de Reichswehr in Koningsbergen. Hij werd ingedeeld bij de luchtafweer. Kirst sloot zich - zoals veel militairen - al vrij snel aan bij de NSDAP, de partij van Adolf Hitler. In 1935 werd hij bevorderd tot korporaal en in 1937 tot wachtmeester (onderofficier). In 1939 diende hij als opperwachtmeester van de luchtdoelartillerie bij de inval van Polen en was later bij de aanval op Frankrijk. In 1941 viel hij met de Wehrmacht de Sovjet-Unie binnen. In 1943 werd hij officier en bevorderd tot 2e luitenant. 
Van 1943 tot 1945 gaf hij les in krijgsgeschiedenis in Schönau en werd uiteindelijk eerste luitenant en in 1945 commandant van de staf batterij, waar hij overigens de latere Minister President van Beieren en Duitse Minister van Defensie, Franz Josef Strauß opvolgde. Kirst en Strauß waren geen vrienden.  
Kirst had na zijn belevenissen in de Tweede Wereldoorlog veel succes met het schrijven van de 08/15 romanserie over de kanonnier Asch. In Duitsland waren de eerste titels 08/15 in der Kaserne, 1954, 08/15 im Krieg, 1954 en 08/15 bis zum Ende, 1955 en later 08/15 heute, 1963 en 08/15 in der Partei, 1978. De eerste drie boeken zijn ook verfilmd. Deze vijf romans volgen het leven van een soldaat van voor de oorlog, via het Russische front en tot het chaotische einde van de oorlog en vervolgens (enkele jaren later) nog enkele boeken over de gebeurtenissen in het naoorlogse Duitsland. In 1960 en 1962 verscheen wat als zijn beste werken werd geprezen, namelijk Fabrik der Officiere en Die Nacht der Generale;  dit eerste boek werd in 1967 verfilmd. Dit boek gaat over een moord en de onderlinge getroebleerde verhoudingen tussen officieren en cadetten op een artillerie school aan het einde van de oorlog. 
Op 14 december 1961 trouwde Kirst met de actrice Ruth Müller. Met zijn vrouw en hun dochter Beatrice leefde hij teruggetrokken in Feldafing aan de Starnberger See (Beieren). Later zou hij naar Werdum in Oost-Friesland verhuizen. Hij werkt ondertussen als recensent van films en toneel voor diverse kranten en tijdschriften. Kirst bleef tot op hoge leeftijd productief.    
Hoewel het dus niet uitgesloten is dat Kirst voor en tijdens de oorlog een overtuigde nationaalsocialist was, was hij na de oorlog sterk geëngageerd om Duitsland te helpen de oorlog te verwerken (met zijn boeken) en de slachtoffers van het nationaalsocialisme te helpen. Van zijn (forse) inkomsten als succesauteur heeft hij een flink deel gebruikt om goede doelen te ondersteunen. Hij heeft met zijn geld geholpen om weeshuizen in Polen en sociale organisaties in Israël op te zetten.   
Interessant is nog de levenslange vete met zijn militaire ranggenoot en de latere rechtse conservatieve Duitse minister van defensie en partijleider van de CSU Franz Josef Strauß. Deze Strauß was samen met Kirst als luitenant werkzaam in Schonau bij de luchtafweerschool van 1944-1945 (ze waren dus collega’s, maar bepaald geen vrienden). Strauß vertelde bij zijn gevangenname door de Amerikanen dat Kirst een fanatieke Nazi was geweest. Hierdoor werd Kirst negen maanden in een interneringskamp opgesloten (hier werden na de oorlog de politiek gevaarlijke Duitsers opgesloten). Hier begon Kirst met schrijven. Strauß ging na de oorlog in de politiek en liet zelfs nog enkele jaren een schrijfverbod tegen Kirst afkondigen. Toen Strauss in 1956 minister van defensie werd en leiding gaf aan de Duitse herbewapening, voerde Kirst daar en fanatieke strijd tegen. De verhouding in de oorlog tussen Strauß en Kirst staat waarschijnlijk model voor veel relaties tussen militairen in de boeken van Kirst, waarbij naast kameraadschap ook vaak verraad, achterdocht en machtsmisbruik door hoger geplaatsten een rol spelen. 
In totaal schreef Kirst zestig romans, veelal over de tweede wereldoorlog maar ook een aantal detectiveverhalen. Ook schreef hij een biografie (van de Duitse Filmacteur Heinz Rühmann). Kirst overleed op 23 februari 1989 in Bremen. Hij leed aan kanker. Strauß overleed een jaar eerder.

### Toneelstukken
- Auch dem Gesindel spielen Flöten, Komödie, 1947
- Galgenstrick, Schauspiel, 1948
- Aufstand der Offiziere, ( Regie: Erwin Piscator), 1966

### Autobiografisch
- Das Schaf im Wolfspelz. Ein deutsches Leben. Biographische Versuchungen 1945 bis 1957, 1985

- Bibsys: 90369367
- Biblioteca Nacional de España: XX921787
- Bibliothèque nationale de France: cb12616348z (data)
- Catàleg d'autoritats de noms i títols de Catalunya: 981058515375206706
- Gemeinsame Normdatei: 118562517
- International Standard Name Identifier: 0000 0001 1480 0314
- Library of Congress Control Number: n79147988
- Nationale Bibliotheek van Letland: 000142249
- Bibliotheek van het Japanse parlement: 00445785
- Nationale Bibliotheek van Tsjechië: xx0002792
- Nationale Bibliotheek van Israël: 987007263973605171
- Nationale Bibliotheek van Polen: a0000001237668
- Nederlandse Thesaurus van Auteursnamen: 068927258
- LIBRIS: 193614
- Système universitaire de documentation: 085714496
- Virtual International Authority File: 110783036
- WorldCat: E39PBJj8MrCv4GC98W6HP3gYfq